# Mirosternus laevis
Mirosternus laevis là một loài bọ cánh cứng thuộc họ Ptinidae.